# Kysztym
Kysztym (ros. Кыштым) – miasto w Rosji, w obwodzie czelabińskim na Uralu. Miasto otoczone jest przez około 30 jezior, w pobliżu znajduje się też wiele lasów.

## Historia
Kysztym jako osada powstał w 1757, jednakże prawa miejskie otrzymał dopiero w 1934.

### Katastrofa kysztymska
W 1940 w pobliskim mieście znanym jako „Czelabińsk-40”, a później „-65” powstała fabryka pocisków – Kombinat Chemiczny Majak („Latarnia”). Od tego czasu nastąpiły tam 3 wypadki jądrowe, wskutek których pół miliona ludzi otrzymało dawkę promieniowania radioaktywnego o sile zbliżonej do skażenia czarnobylskiego lub ją przewyższającą.
Największa katastrofa nastąpiła w 1957 r. – był to wybuch podziemnego zbiornika zawierającego 361 tysięcy litrów wysoko radioaktywnych odpadów płynnych w KChM. Ludzie, „ze schodzącą z twarzy, dłoni i innych części ciała skórą, uciekali w panice, nie wiedząc, co jest przyczyną nagłej choroby”. Skażenie objęło wówczas 23 tys. km², gdzie żyło 270 tys. ludzi. Ostateczny bilans wyniósł 200 zmarłych, 10 tys. ewakuowanych, 470 tys. narażonych na wysokie dawki promieniowania. Aż do 1979 roku nie były znane szczegóły katastrofy. Pojawiały się nawet hipotezy o wybuchu atomowym odpadów czy przypadkowym odpaleniu bomby wodorowej. W końcu Żores Medwiediew, biogenetyk, wyjawił prawdę po ucieczce z ZSRR.
Po ulewnych deszczach, zbiornik wodny, w którym gromadzono odpady atomowe, wylał i zanieczyszczenia dostały się do rzeki Tiecza. Z dna wyschniętego jeziora Karaczaj wiatr przeniósł na okolice pyły radioaktywne, doprowadzając do skażenia.
Wypadek w Kysztymie z 1957 r. otrzymał stopień „6” w siedmiostopniowej skali skutków wypadków jądrowych.

## Nauka i oświata
W mieście znajduje się filia Południowouralskiego Uniwersytetu Państwowego.